# Miranda Nild
Suchawadee Nilanthamarong (thailändisch สุชาวดี นิลธำรงค์; * 1. April 1997 in Castro Valley, Kalifornien; besser bekannt als Miranda Nild) ist eine in den Vereinigten Staaten geborene thailändische Fußballspielerin.

## Karriere

### Vereine
Nild besuchte in ihrem Geburtsort die Castro Valley Highschool in Castro Valley und kam für die Schulmannschaft das erste Mal mit Fußball in Berührung. Nach ihrem Abschluss begab sie sich an die University of California, Berkeley um ein Studium in Amerikanistik aufzunehmen. Für das Sport-Team der Bildungseinrichtung, die Golden Bears, kam sie in 73 Meisterschaftsspielen der Atlantic Coast Conference innerhalb der NCAA Division I zum Einsatz, in denen sie 13 Tore erzielte.
Im weiteren Verlauf spielte sie in Litauen und war für den in Šiauliai ansässigen Verein Gintra-Universitetas Šiauliai in der A Lyga, die höchste Spielklasse im litauischen Frauenfußball, aktiv.
In die Vereinigten Staaten zurückgekehrt, spielte sie in Seattle im Bundesstaat Washington für den seinerzeit unter den Namen OL Reign in der National Women’s Soccer League vertretenen Verein.
Über ein Leihgeschäft spielte sie in Schweden für den Kristianstads DFF in der Damallsvenskan. Sie wurde in der Spielzeit 2021 in 15 von 22 Punktspielen eingesetzt und erzielte drei Tore. Darüber hinaus wurde sie auch in zwei Pokalspielen berücksichtigt.
Von Januar bis Mai 2022 spielte sie erneut für OL Reign, bevor sie sich auf Island wiederfand. Dort kam sie für die Frauenfußballabteilung des  Mehrspartensportvereins UMF Selfoss in der Besta deild kvenna, die höchste Spielklasse, vom 14. Mai bis zum 1. Oktober 2022 in 15 Punktspielen zum Einsatz, in denen sie sechs Tore erzielte.
Nach einem Jahr der Zugehörigkeit, kehrte sie ein zweites Mal in die Vereinigten Staaten zurück und spielt seit 2023 für den Oakland Soul SC in der USL W-League, der zweithöchsten Spielklasse im US-amerikanischen und kanadischen Frauenfußball.

### Nationalmannschaft
Nild kam als Nationalspielerin in der A-Nationalmannschaft Thailands in 20 Länderspielen zum Einsatz, in denen sie elf Tore erzielte.
In der Gruppe C der Qualifikation für die Asienmeisterschaft erzielte sie beim 6:0-Sieg über die Nationalmannschaft Palästinas am 3. April 2017 und beim 1:0-Sieg über die Nationalmannschaft Chinesisch Taipehs am 7. April 2017 jeweils ein Tor.
Im Turnier um die Asienmeisterschaft 2018 in Jordanien bestritt sie alle drei Spiele der Gruppe A und erzielte im zweiten, am 9. April in Amman beim 6:1-Sieg über die Nationalmannschaft Jordaniens mit den Treffern zum 1:0 und 5:1 in der ersten und 69. Minute, gleich zwei Tore.
Ferner führte sie ihre Mannschaft 2018 zum Titel bei der Südostasienmeisterschaft in Indonesien und erzielte sechs Tore in fünf Turniereinsätzen.
Vier Jahre später kam sie im Turnier in Indien im ersten und dritten Spiel der Gruppe Gruppe B sowie im Viertelfinale am 30. Januar in Navi Mumbai bei der 0:7-Niederlage gegen die Nationalmannschaft Japans zum Einsatz.
Zwischen den beiden Turnieren war sie mit ihrer Mannschaft im Turnier um den Zypern-Cup 2019 vertreten – das erste Mal. Sie bestritt alle drei Spiele der Gruppe B, in der ein Sieg mit 4:0 über die Nationalmannschaft Ungarns am 27. Februar in Larnaka gelang, den sie mit dem Treffer zum 4:0-Endstand in der 86. Minute abschloss. Im Spiel um Platz 7 war sie mit ihrer Mannschaft der Nationalmannschaft Nigerias mit 0:3 unterlegen.
Bei der Weltmeisterschaft 2019 kam sie in allen drei Spielen der Gruppe F zum Einsatz.

## Erfolge
Nationalmannschaft
- Teilnehmer an der Weltmeisterschaft 2019
- Vierter Asienmeisterschaft 2018
- Südostasienmeister 2018

Gintra-Universitetas Šiauliai
- Litauischer Meister 2019